# Naples (Illinois)
Naples é uma cidade  localizada no estado americano de Illinois, no Condado de Scott.

## Demografia
Segundo o censo americano de 2000, a sua população era de 134 habitantes.
Em 2006, foi estimada uma população de 128, um decréscimo de 6 (-4.5%).

## Geografia
De acordo com o United States Census Bureau tem uma área de
1,6 km², dos quais 1,6 km² cobertos por terra e 0,0 km² cobertos por água.

## Localidades na vizinhança
O diagrama seguinte representa as localidades num raio de 12 km ao redor de Naples.